# Urban Rogelj
Urban Rogelj (ur. 14 marca 1998) – słoweński skoczek narciarski, reprezentant klubu SSK Ilirija Lublana. Złoty medalista zimowego olimpijskiego festiwalu młodzieży Europy w rywalizacji drużynowej z 2015.
Jego kuzynka, Špela Rogelj, również uprawia skoki narciarskie.

## Przebieg kariery
W lipcu 2013 w Szczyrku zadebiutował w FIS Cupie, dwukrotnie plasując się w szóstej dziesiątce. Pierwsze punkty tego cyklu zdobył w kolejnych startach – w sierpniu 2013 we Frenštácie pod Radhoštěm był 22. (jest to jednocześnie jego najlepszy wynik w występach w tym cyklu) i 30. W Alpen Cupie zadebiutował we wrześniu 2013 w Oberwiesenthal (lokaty w piątej i czwartej dziesiątce), a pierwsze punkty zdobył w grudniu 2013 w Seefeld, gdzie był 24.
W marcu 2014 w Gérardmer zdobył srebrny medal OPA Games w rywalizacji drużynowej (rocznik 1997 i młodsi). We wrześniu 2014 w Tschagguns po raz jedyny w karierze zajął lokatę w czołowej „dziesiątce” Alpen Cupu, plasując się w Tschagguns na 5. pozycji. W styczniu 2015 w tej samej miejscowości wystąpił w zimowym olimpijskim festiwalu młodzieży Europy – indywidualnie był dziesiąty, a w zmaganiach drużynowych zdobył złoty medal.
W oficjalnych zawodach międzynarodowych rozgrywanych pod egidą FIS po raz ostatni wystąpił w styczniu 2018 w Zakopanem, gdzie w FIS Cupie zajął 32. i 26. miejsce.
21 marca 2018, podczas testów skoczni przed zawodami Pucharu Świata w Planicy, skokiem na odległość 184 metrów ustanowił swój rekord życiowy.

## Zimowy olimpijski festiwal młodzieży Europy

### Indywidualnie
| 2015 Tschagguns | – | 10. miejsce |

### Drużynowo
| 2015 Tschagguns | – | złoty medal |

### Starty U. Rogelja na zimowym olimpijskim festiwalu młodzieży Europy – szczegółowo
| Miejsce | Dzień       | Rok  | Miejscowość | Skocznia                   | Punkt K | HS     | Konkurs  | Skok 1 | Skok 2 | Nota                   | Strata   | Zwycięzca     |
| ------- | ----------- | ---- | ----------- | -------------------------- | ------- | ------ | -------- | ------ | ------ | ---------------------- | -------- | ------------- |
| 10.     | 27 stycznia | 2015 | Tschagguns  | Montafoner Schanzenzentrum | K-97    | HS-108 | indywid. | 91,0 m | 89,5 m | 231,2 pkt              | 40,1 pkt | Niko Kytösaho |
| 1.      | 29 stycznia | 2015 | Tschagguns  | Montafoner Schanzenzentrum | K-97    | HS-108 | druż.    | 99,5 m | 98,0 m | 1030,4 pkt (252,1 pkt) | –        | –             |

## FIS Cup

### Miejsca w klasyfikacji generalnej
| Sezon     | Miejsce |
| --------- | ------- |
| 2013/2014 | 234.    |
| 2016/2017 | 169.    |
| 2017/2018 | 170.    |

### Miejsca w poszczególnych konkursachFIS Cupu
| Źródło                                                                        | Źródło  | Źródło  | Źródło  | Źródło     | Źródło     | Źródło     | Źródło     | Źródło       | Źródło       | Źródło                 | Źródło                 | Źródło     | Źródło     | Źródło     | Źródło     | Źródło     | Źródło     | Źródło      | Źródło      | Źródło  | Źródło  | Źródło    | Źródło    | Źródło | Źródło | Źródło | Źródło | Źródło | Źródło | Źródło | Źródło | Źródło | Źródło | Źródło | Źródło | Źródło | Źródło | Źródło | Źródło |
| ----------------------------------------------------------------------------- | ------- | ------- | ------- | ---------- | ---------- | ---------- | ---------- | ------------ | ------------ | ---------------------- | ---------------------- | ---------- | ---------- | ---------- | ---------- | ---------- | ---------- | ----------- | ----------- | ------- | ------- | --------- | --------- | ------ | ------ | ------ | ------ | ------ | ------ | ------ | ------ | ------ | ------ | ------ | ------ | ------ | ------ | ------ | ------ |
| Sezon 2013/2014                                                               |         |         |         |            |            |            |            |              |              |                        |                        |            |            |            |            |            |            |             |             |         |         |           |           |        |        |        |        |        |        |        |        |        |        |        |        |        |        |        |        |
| Villach                                                                       | Villach | Szczyrk | Szczyrk | Kuopio     | Kuopio     | Kranj      | Kranj      | Zakopane     | Zakopane     | Frenštát pod Radhoštěm | Frenštát pod Radhoštěm | Einsiedeln | Einsiedeln | Râșnov     | Râșnov     | Notodden   | Notodden   | Brattleboro | Brattleboro | Râșnov  | Râșnov  | Zakopane  | Zakopane  | punkty |        |        |        |        |        |        |        |        |        |        |        |        |        |        |        |
| -                                                                             | -       | 57      | 59      | -          | -          | -          | -          | -            | -            | 22                     | 30                     | -          | -          | -          | -          | -          | -          | -           | -           | -       | -       | -         | -         | 10     |        |        |        |        |        |        |        |        |        |        |        |        |        |        |        |
| Sezon 2015/2016                                                               |         |         |         |            |            |            |            |              |              |                        |                        |            |            |            |            |            |            |             |             |         |         |           |           |        |        |        |        |        |        |        |        |        |        |        |        |        |        |        |        |
| Villach                                                                       | Villach | Kuopio  | Kuopio  | Szczyrk    | Szczyrk    | Einsiedeln | Einsiedeln | Râșnov       | Râșnov       | Notodden               | Notodden               | Zakopane   | Zakopane   | Pjongczang | Pjongczang | Whistler   | Whistler   | Eau Claire  | Eau Claire  | Planica | Planica | Harrachov | Harrachov | punkty |        |        |        |        |        |        |        |        |        |        |        |        |        |        |        |
| -                                                                             | -       | -       | -       | -          | -          | 41         | 44         | -            | -            | -                      | -                      | -          | -          | -          | -          | -          | -          | -           | -           | -       | -       | -         | -         | 0      |        |        |        |        |        |        |        |        |        |        |        |        |        |        |        |
| Sezon 2016/2017                                                               |         |         |         |            |            |            |            |              |              |                        |                        |            |            |            |            |            |            |             |             |         |         |           |           |        |        |        |        |        |        |        |        |        |        |        |        |        |        |        |        |
| Villach                                                                       | Villach | Szczyrk | Szczyrk | Kuopio     | Kuopio     | Einsiedeln | Einsiedeln | Hinterzarten | Hinterzarten | Râșnov                 | Râșnov                 | Notodden   | Notodden   | Zakopane   | Zakopane   | Eau Claire | Eau Claire | Sapporo     | Sapporo     | punkty  | punkty  | punkty    | punkty    | punkty | punkty | punkty | punkty | punkty | punkty | punkty | punkty | punkty | punkty | punkty | punkty | punkty | punkty | punkty |        |
| -                                                                             | -       | -       | -       | -          | -          | -          | -          | -            | -            | 27                     | 41                     | -          | -          | -          | -          | -          | -          | -           | -           | 4       | 4       | 4         | 4         | 4      | 4      | 4      | 4      | 4      | 4      | 4      | 4      | 4      | 4      | 4      | 4      | 4      | 4      | 4      |        |
| Sezon 2017/2018                                                               |         |         |         |            |            |            |            |              |              |                        |                        |            |            |            |            |            |            |             |             |         |         |           |           |        |        |        |        |        |        |        |        |        |        |        |        |        |        |        |        |
| Villach                                                                       | Villach | Kuopio  | Kuopio  | Kandersteg | Kandersteg | Râșnov     | Râșnov     | Whistler     | Whistler     | Notodden               | Notodden               | Zakopane   | Zakopane   | Planica    | Planica    | Rastbüchl  | Rastbüchl  | Villach     | Villach     | Falun   | punkty  | punkty    | punkty    | punkty | punkty | punkty | punkty | punkty | punkty | punkty | punkty | punkty | punkty | punkty | punkty | punkty | punkty | punkty | punkty |
| -                                                                             | -       | -       | -       | -          | -          | -          | -          | -            | -            | -                      | -                      | 32         | 26         | -          | -          | -          | -          | -           | -           | -       | 5       | 5         | 5         | 5      | 5      | 5      | 5      | 5      | 5      | 5      | 5      | 5      | 5      | 5      | 5      | 5      | 5      | 5      | 5      |
| Legenda                                                                       |         |         |         |            |            |            |            |              |              |                        |                        |            |            |            |            |            |            |             |             |         |         |           |           |        |        |        |        |        |        |        |        |        |        |        |        |        |        |        |        |
| 1 2 3 4-10 11-30 poniżej 30 dq – dyskwalifikacja - − zawodnik nie wystartował |         |         |         |            |            |            |            |              |              |                        |                        |            |            |            |            |            |            |             |             |         |         |           |           |        |        |        |        |        |        |        |        |        |        |        |        |        |        |        |        |